# Julodinae
Sous-famille
Les Julodinae forment une sous-famille d'insectes coléoptères de la famille des Buprestidae.

## Liste des genres
- Aaata Semenov-Tian-Shanskij, 1906
- Amblysterna Saunders, 1871
- Julodella Semenov-Tian-Shanskij, 1893
- Julodis Eschscholtz, 1829
- Neojulodis Kerremans, 1902
- Sternocera Eschscholtz, 1829